# Pustertal

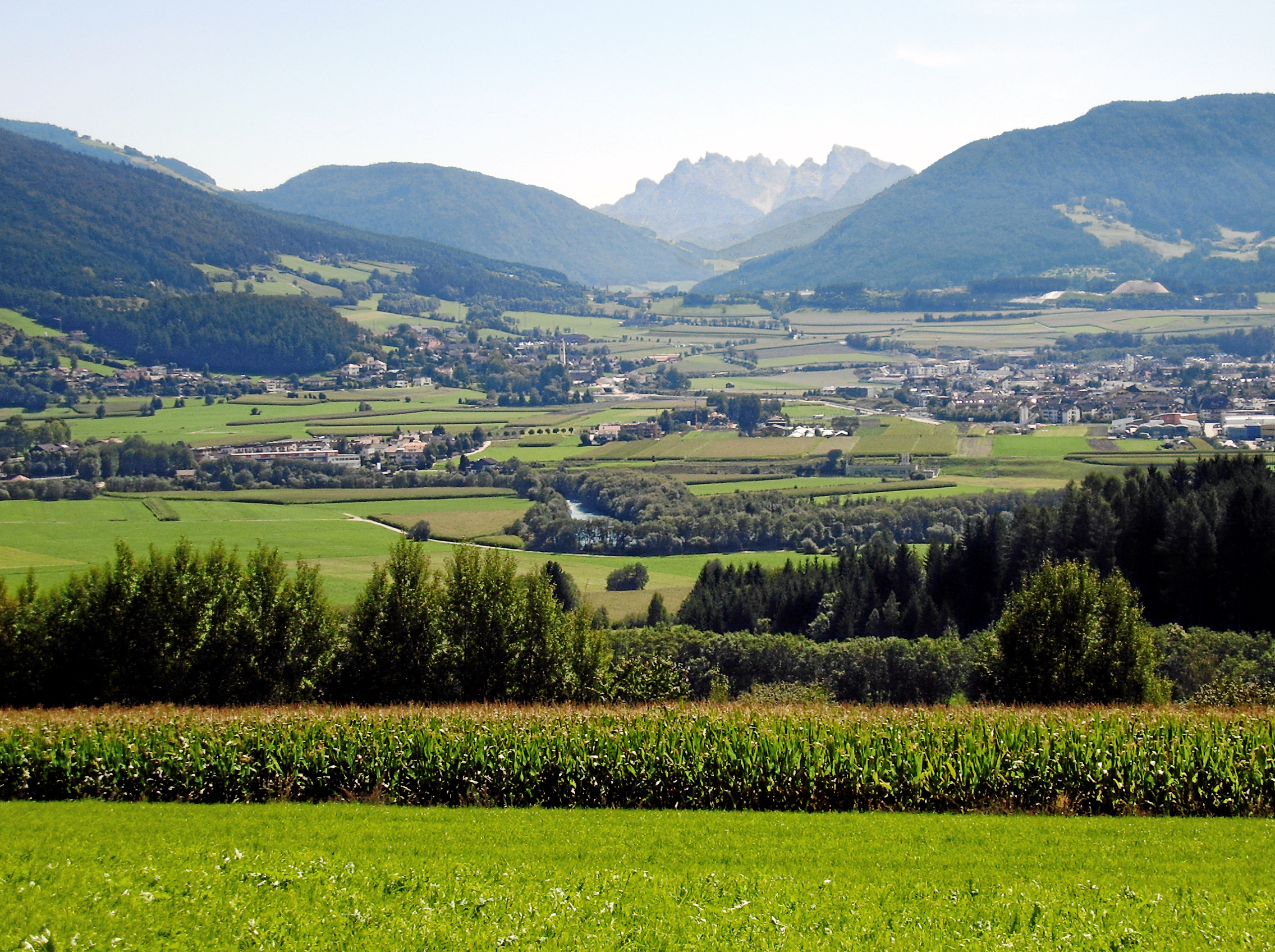
Pustertal vid Bruneck.

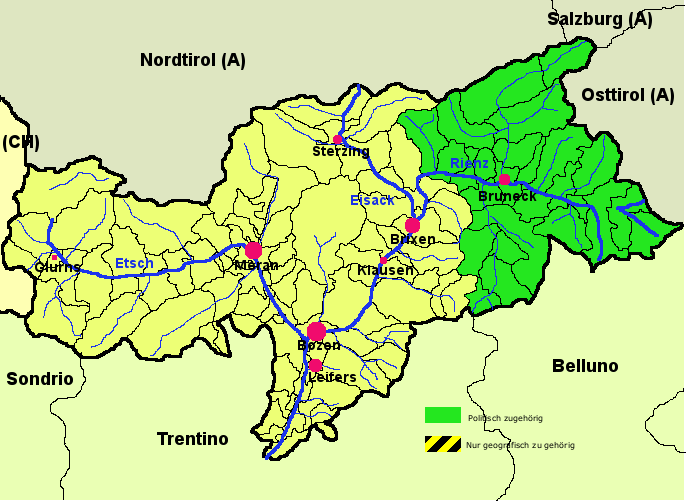
Sydtyrolen med Pustertal markerat i grönt

Pustertal (italienska Val Pusteria) är en väst–östgående dalgång och distrikt i Italien och Österrike från Brixen (Bressanone) i väst till Lienz i Österrike i öst. Den gamla handelsvägen från Brixen vid Eisack (Isarco) har följt den flacka dalgången till vattendelaren vid Toblach (Dobbiaco) vid drygt 1 200 meter över havet och vidare utefter floden Drau (Drava). Drau passerar Villach och Maribor på sin väg till Donau.
Pustertal följer den Periadriatiska förkastningslinjen som bland annat skiljer den eurasiska kontinentalplattan från den adriatiska. I norr finns Centralalpernas östra delar med höga berg och i söder Dolomiterna med sina ofta bildsköna kalkberg.
Flera populära turistorter ligger i dalen, till exempel Plose, Bruneck (Brunico) och Kronplatz.